# Stone Island
Stone Island è un marchio italiano di abbigliamento fondato nel 1982 da Massimo Osti e dal dicembre 2020 di proprietà della Moncler. La sede operativa si trova nello stabilimento di Ravarino, in provincia di Modena. Il marchio in panno ricamato caratterizza l'abbigliamento Stone Island, traspone la Rosa dei Venti alla maniera di uno stemma militare. La rosa dei venti per il marchio rappresenta la continua ricerca e sviluppo di materiali e tecniche di produzione innovative.

## Storia

### Gli inizi

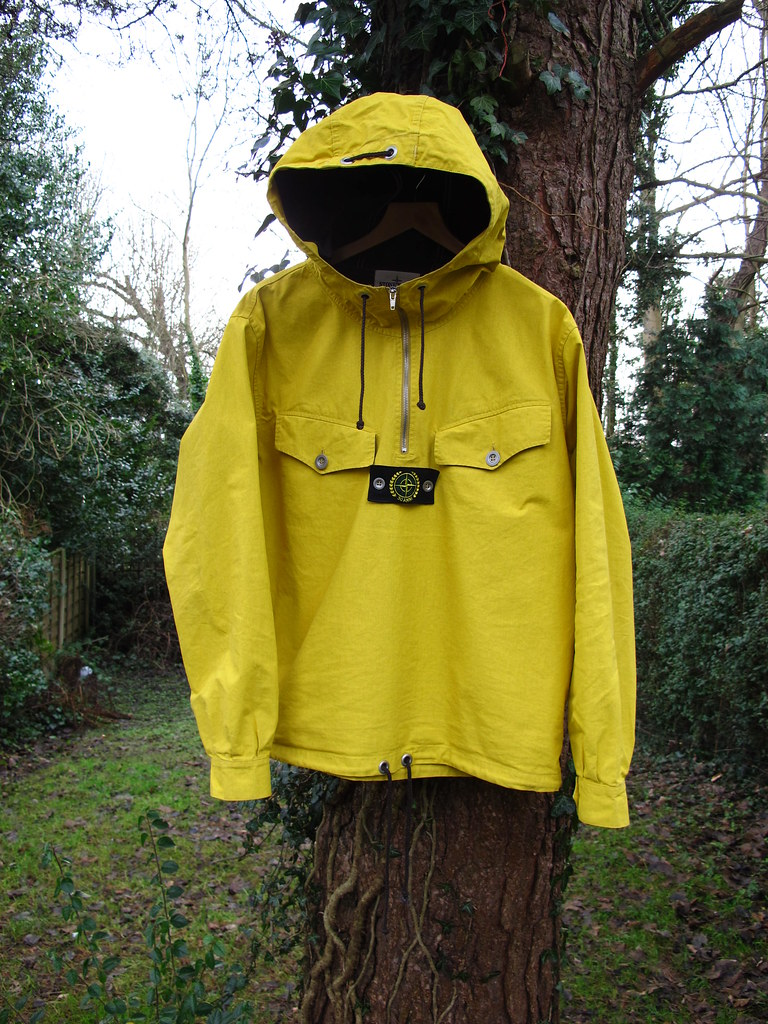
Anorak giallo in

Stone Island nasce nel 1982 dall'idea di Massimo Osti, che aveva studiato vari tipi di tessuti e si era concentrato un telone bifacciale, rosso da un lato e blu dall'altro, utilizzato per produrre le coperture dei camion. Lo si sottopone a un lavaggio “stone washed” estremo. Il tessuto viene chiamato ‘Tela Stella’, e viene sviluppato in una collezione di sette capospalla declinati in sei varianti bicolore. Il nome del marchio deriva da due vocaboli inglesi ricorrenti nei romanzi di Joseph Conrad:  che evocano l'aspetto marina del tessuto, che ricorda le cerate corrose dal mare e dal sole, e la matrice militare a cui i capi estetica e per costruzione. Alla radice di tutto infatti c'era la convinzione che l'abbigliamento maschile deve essere in primo luogo funzionale. La funzionalità viene ricercata nelle divise e nelle uniformi dell'esercito oltre agli abiti da lavoro. Al lancio, in soli 10 giorni vengono esauriti tutti i capi disponibili nei negozi, tanto è il successo del brand.

### L'entrata di Rivetti

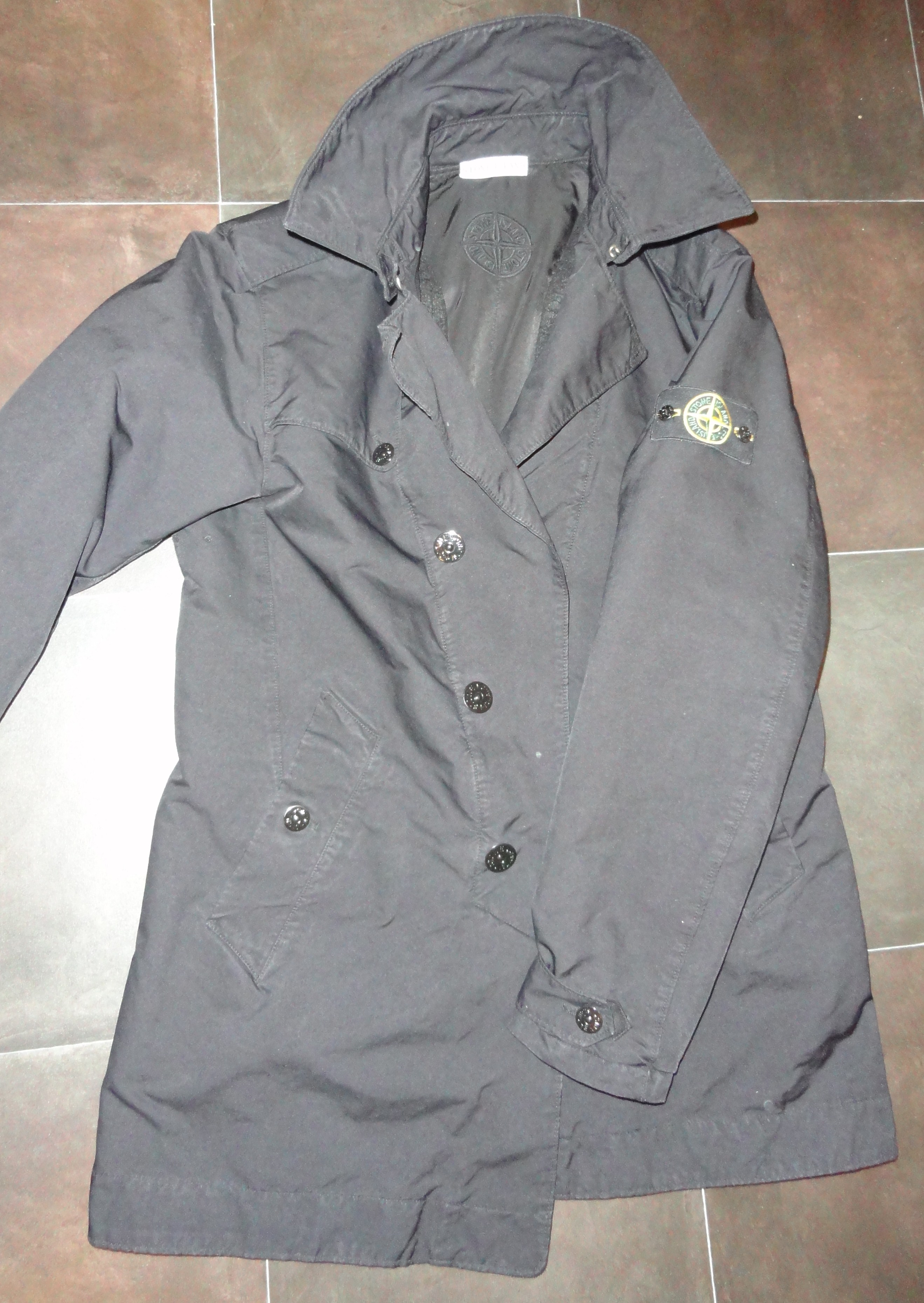
Giacca Stone Island

Nel 1983 Massimo Osti decide di dedicarsi esclusivamente al lato creativo dell'azienda e il Gruppo Finanziario Tessile di Torino sposa il progetto Stone Island. Sono gli anni dell'entrata in società di Carlo Rivetti.
L'azienda da lì continua ad evolversi con nuove sperimentazioni e innovazioni nel campo dei tessuti e dei materiali, uno su tutti quello dell'"Ice Jacket", tessuto sensibile che cambia colore al cambiare della temperatura. Nel 1993 Carlo Rivetti subentra in azienda, chiamandola Sportswear Company. In quel periodo Osti lascia C.P. Company per passare esclusivamente a curare il marchio Stone Island fino al 1995.
Dopo la collaborazione con Paul Harvey, che ha curato 24 collezioni, Rivetti, da presidente e a.d. del gruppo, decide di gestire sul piano creativo il marchio con più persone da tutto il mondo, creando una vera e propria squadra (2008).
Nel 2008 il marchio ha avuto ricavi per 62 milioni di €, e gli ordini sono cresciuti del 20% dalla primavera-estate del 2009 alla primavera-estate del 2010.
Nei primi mesi del 2010, l'azienda Sportswear Company vende C.P. Company alla FGF di Enzo Fusco, nota per alcuni marchi, tra cui Sweet Years, e annuncia l'intenzione di esuberare 50 lavoratori, sui 118 dell'azienda. A tale possibilità alcuni sindacati, tra cui la CGIL, hanno risposto con uno sciopero di 8 ore.
Nel 2011 Stone Island, ormai senza CP Company, aumenta il proprio fatturato del 4%, arrivando a 51 mln di (€). 
Nel luglio 2017 il fondo sovrano del Governo di Singapore, Temasek, entra in Stone Island rilevando il 30%.

### L'ingresso della Moncler
Nel dicembre 2020, Stone Island viene acquisita dalla Moncler per 1,15 miliardi di euro per dare vita ad un polo del "nuovo lusso". La famiglia Rivetti diventa socia nella holding di controllo con il 2,8%.

## Badge
Il badge è il segno distintivo del marchio ed è ispirato ai gradi militari posti sulle giacche dei comandanti.  
Viene applicato sui capi tramite due bottoni e sopra, vi è ricamata una rosa dei venti.
Sul 90% dei capi si trova sul braccio sinistro ma,  su alcune giacche (smanicati) si trova in basso a sinistra della pancia, sulle giacche dal taglio militare sulla spalla sinistra, sugli anorak sul petto in centro, sulla tasca posteriore destra nel caso dei vecchi jeans e alcuni pantaloni antecedenti al 2017. 
Nei capi in cui non è presente il badge, il logo è di solito ricamato sul petto a sinistra.  
Il badge, negli anni, ha subito dei cambiamenti, inoltre sono stati rilasciati diversi badge in edizione limitata. Tra i più famosi vi sono quello vintage, con il bordo verde, quello degli Special Project, con il ricamo in bianco e il mesh badge presente su alcune giacche intorno al 2008. Da citare sono i badge monocramatici quali Shadow Project e Ghost. Esistono badge che hanno subito l'effetto della colorazione inerente al capo, tipo frost, corrosion o splatter. Esistono anche i badge commemorativi; ad esempio quello per i 40 anni del marchio, presente solo su uno specifico modello di giacca del 2022.

## L'innovazione nell'utilizzo dei materiali
Il marchio si è sempre differenziato da tutti gli altri per i materiali particolari che ha scelto di usare per le giacche. Il primo tra tutti fu la tela stella, la stoffa dei teloni per camion. Tra i loro materiali più famosi c'è il nylon metal , un nylon dall'aspetto cangiante. Derivato dal nylon metal è stato prodotto anche il weft, un materiale simile ma, a seconda della luce riesce a far cambiare colore al capo. Famosi anche i materiali termocromatici, già utilizzati negli anni 80, in grado di cambiare colore a seconda della temperatura. Da citare la mussola gommata e il raso gommato. Particolari anche le giacche che furono realizzate in pure metal (una sorta di cotone metallico) o in kevlar. Non è difficile che il marchio unisca varie delle loro tecnologie al fine di creare capi unici, per esempio mussola gommata termocromatica. Sono state realizzate giacche o maglioni in materiale fosforescente, bianche di giorno e verdi la notte, giacche con una spalmatura completamente riflettente o ancora giacche contenenti fibre ottiche in grado di illuminarsi.

## Dati economici
Stone Island ha archiviato l'esercizio 2020 con ricavi per oltre 240 milioni di euro e utile netto pari a 49,5 milioni, entrambi invariati sul 2019 nonostante gli effetti della pandemia COVID-19.